# Matt Schnell
Matthew Christopher Schnell (15 de enero de 1990, Amory, Misisipi, Estados Unidos) es un artista marcial mixto profesional estadounidense que compite en la división de peso mosca de la UFC. Schnell es el antiguo campeón de peso mosca de la Legacy Fighting Alliance. Desde el 11 de octubre de 2021, es el número 9 en la clasificación de peso mosca de la UFC.

## Carrera en artes marciales mixtas

### Caged
En 2012, Schnell fue uno de los jóvenes luchadores de MMA presentados en Caged - una serie de televisión de realidad de MTV. El programa se centró en cuatro futuros luchadores de MMA en la pequeña ciudad de Luisiana. Schnell fue uno de los dos luchadores en el programa para luchar más tarde profesionalmente.

### Legacy Fighting Championship
Schnell se unió a Legacy Fighting Championship en 2012 y estuvo 9-2 en varias promociones antes de unirse al elenco de The Ultimate Fighter, temporada 24.

### The Ultimate Fighter: Tournament of Champions
El 11 de mayo de 2016, la UFC anunció que los 16 concursantes de The Ultimate Fighter: Tournament of Champions serían luchadores campeones de peso mosca de varias organizaciones de todo el mundo, y se esperaba que el ganador tuviera la oportunidad de luchar por el título de peso mosca contra Demetrious Johnson. Schnell fue anunciado como parte del reparto en julio y seleccionado para el equipo Cejudo.
En la primera ronda del programa, Schnell, cabeza de serie n.º 6, se enfrentó al n.º 11, Matt Rizzo, y lo derrotó en la segunda ronda mediante una sumisión por estrangulamiento. Schnell avanzó a los cuartos de final y se enfrentó al cabeza de serie n.º 3 Tim Elliott.  Perdió el combate por sumisión en la primera ronda debido a un estrangulamiento por bulldog.

### Ultimate Fighting Championship
Tras su paso por The Ultimate Fighter, Schnell fue elegido como uno de los compañeros de reparto para conseguir un contrato. Schnell luchó contra Rob Font en la división de peso gallo en The Ultimate Fighter: Tournament of Champions Finale. Perdió el combate por TKO en el primer asalto.
Schnell regresó a la división de peso mosca y se enfrentó a Hector Sandoval el 22 de abril de 2017, en UFC Fight Night: Swanson vs. Lobov. Perdió la pelea por nocaut en el primer asalto.
Schnell luchó por próxima vez el 7 de octubre de 2017 en UFC 216 contra Marco Beltrán. Ganó el combate por decisión unánime.
Schnell se enfrentó a Naoki Inoue el 23 de junio de 2018 en UFC Fight Night: Cowboy vs. Edwards. Ganó el combate por decisión dividida.
Schnell se enfrentó a Louis Smolka en un combate de peso gallo el 9 de marzo de 2019 en UFC Fight Night: Lewis vs. dos Santos. Ganó el combate mediante una sumisión por estrangulamiento en el primer asalto.
Como primera pelea de su nuevo contrato de cuatro combates, Schnell se enfrentó a Jordan Espinosa el 3 de agosto de 2019 en UFC on ESPN: Covington vs. Lawler. Ganó el combate mediante una sumisión por estrangulamiento en el primer asalto. La victoria también le valió a Schnell su primer premio de bonificación de Actuación de la Noche.
Schnell se enfrentó a Alexandre Pantoja el 21 de diciembre de 2019 en UFC Fight Night: Edgar vs. The Korean Zombie. Perdió el combate por nocaut en el primer asalto.
Se esperaba que Schnell se enfrentara a Tyson Nam el 12 de septiembre de 2020 en UFC Fight Night: Thompson vs. Neal. Sin embargo, Schnell fue retirado del combate el día del pesaje del evento por problemas de salud relacionados con su corte de peso. Como resultado, el combate se canceló. El combate con Nam fue reprogramado primero para UFC Fight Night: Thompson vs. Neal, el 19 de diciembre de 2020, y luego para UFC on ESPN: Chiesa vs. Magny, el 20 de enero de 2021. Ganó el combate por decisión dividida.
Como primera pelea de su nuevo contrato de varios combates, Schnell tenía previsto enfrentarse a Alex Perez el 15 de mayo de 2021 en el UFC 262. Sin embargo, Pérez se retiró del combate por razones no reveladas y fue sustituido por Rogério Bontorin. En el pesaje, Bontorin pesó 137 libras, 1 libra por encima del límite de la pelea de peso gallo sin título. Se espera que el combate se celebre en el peso acordado y se le impondrá una multa del 20% de su bolsa individual, que será para Schnell. Perdió el combate por decisión unánime.
El combate con Perez fue reprogramado y se espera que tenga lugar el 28 de agosto de 2021 en UFC on ESPN: Barboza vs. Chikadze.

## Vida personal
Schnell y su esposa Morgan tienen una hija (nacida en 2020).

## Campeonatos y logros
- Ultimate Fighting Championship
  - Actuación de la Noche (una vez)  vs. Jordan Espinosa[29]
- Legacy Fighting Alliance
  - Campeón de Peso Mosca de Legacy FC (una vez; ex)

## Récord en artes marciales mixtas
| Récord profesional | Récord profesional | Récord profesional |
| 25 peleas          | 16 victorias       | 8 derrota          |
| ------------------ | ------------------ | ------------------ |
| Nocaut             | 2                  | 5                  |
| Sumisión           | 9                  | 2                  |
| Decisión           | 4                  | 1                  |
| Descalificación    | 1                  | 0                  |
| Sin resultado      | 1                  | 1                  |

| Resultado     | Récord   | Oponente                 | Método                                             | Evento                                               | Fecha                    | Ronda | Tiempo | Localización           | Notas                                                            |
| ------------- | -------- | ------------------------ | -------------------------------------------------- | ---------------------------------------------------- | ------------------------ | ----- | ------ | ---------------------- | ---------------------------------------------------------------- |
| Derrota       | 16–8 (1) | Steve Erceg              | KO (puñetazo)                                      | UFC Fight Night: Rozenstruik vs. Gaziev              | 2 de marzo de 2024       | 2     | 0:26   | Las Vegas, Nevada      |                                                                  |
| Derrota       | 16–7 (1) | Matheus Nicolau          | KO (golpes)                                        | UFC on ESPN: Thompson vs. Holland                    | 3 de diciembre de 2022   | 2     | 1:44   | Orlando, Florida       |                                                                  |
| Victoria      | 16–6 (1) | Su Mudaerji              | Sumisión técnica (triangle choke)                  | UFC on ABC: Ortega vs. Rodríguez                     | 16 de julio de 2022      | 2     | 4:24   | Elmont, Nueva York     | Pelea de la Noche.                                               |
| Derrota       | 15–6 (1) | Brandon Royval           | Sumisión (guillotine choke)                        | UFC 274                                              | 7 de mayo de 2022        | 1     | 2:14   | Phoenix, Arizona       | Pelea de la Noche.                                               |
| Sin Resultado | 15–5 (1) | Rogério Bontorin         | Decisión (unánime)                                 | UFC 262                                              | 15 de mayo de 2021       | 3     | 5:00   | Las Vegas, Nevada      | Combate de peso gallo; Bontorin no alcanzó el peso (137 libras). |
| Victoria      | 15-5     | Tyson Nam                | Decisión (dividida)                                | UFC on ESPN: Chiesa vs. Magny                        | 20 de enero de 2021      | 3     | 5:00   | Abu Dhabi              |                                                                  |
| Derrota       | 14-5     | Alexandre Pantoja        | KO (puñetazos)                                     | UFC Fight Night: Edgar vs. The Korean Zombie         | 21 de diciembre de 2019  | 1     | 4:17   | Busan                  |                                                                  |
| Victoria      | 14-4     | Jordan Espinosa          | Sumisión (estrangulamiento por triángulo)          | UFC on ESPN: Covington vs. Lawler                    | 3 de agosto de 2019      | 1     | 1:23   | Newark, Nueva Jersey   | Actuación de la Noche.                                           |
| Victoria      | 13-4     | Louis Smolka             | Sumisión (estrangulamiento por triángulo)          | UFC Fight Night: Lewis vs. dos Santos                | 9 de marzo de 2019       | 1     | 3:18   | Wichita, Kansas        | Combate de peso gallo.                                           |
| Victoria      | 12-4     | Naoki Inoue              | Decisión (dividida)                                | UFC Fight Night: Cowboy vs. Edwards                  | 23 de junio de 2018      | 3     | 5:00   | Kallang                |                                                                  |
| Victoria      | 11-4     | Marco Beltrán            | Decisión (unánime)                                 | UFC 216                                              | 7 de octubre de 2017     | 3     | 5:00   | Las Vegas, Nevada      |                                                                  |
| Derrota       | 10-4     | Hector Sandoval          | KO (puñetazos)                                     | UFC Fight Night: Swanson vs. Lobov                   | 22 de abril de 2017      | 1     | 4:24   | Nashville, Tennessee   | Regreso al peso mosca.                                           |
| Derrota       | 10-3     | Rob Font                 | KO (rodillazo y puñetazos)                         | The Ultimate Fighter: Tournament of Champions Finale | 3 de diciembre de 2016   | 1     | 3:47   | Las Vegas, Nevada      | Debut en el peso gallo.                                          |
| Victoria      | 10-2     | Klayton Mai              | Sumisión (barra de brazo)                          | Legacy FC 52                                         | 25 de marzo de 2016      | 1     | 2:14   | Lake Charles, Luisiana | Ganó el Campeonato Interino de Peso Mosca de Legacy FC.          |
| Victoria      | 9-2      | Jonathan Martinez        | Descalificación (rodillazo ilegal)                 | Legacy FC 49                                         | 9 de diciembre de 2015   | 2     | 2:21   | Bossier City, Luisiana |                                                                  |
| Victoria      | 8-2      | Vanderlei Carvalho Leite | KO (puñetazos)                                     | Legacy FC 42                                         | 26 de junio de 2015      | 1     | 0:19   | Lake Charles, Luisiana |                                                                  |
| Victoria      | 7-2      | Albert Tapia             | Sumisión (barra de brazo)                          | Legacy FC: Legacy Kickboxing 2                       | 29 de mayo de 2015       | 2     | 3:19   | Shreveport, Luisiana   |                                                                  |
| Victoria      | 6-2      | Chris Myers              | Sumisión (estrangulamiento por guillotina)         | Caged Warrior Championship 6                         | 21 de febrero de 2015    | 1     | 0:17   | Houma, Luisiana        |                                                                  |
| Victoria      | 5-2      | Thomas Coleman           | Sumisión (estrangulamiento de triángulo invertido) | Summit FC 10                                         | 22 de noviembre de 2014  | 1     | N/A    | Tupelo, Misisipi       |                                                                  |
| Victoria      | 4-2      | Latral Perdue            | KO (puñetazo)                                      | GFA 27: The Stage                                    | 19 de septiembre de 2014 | 1     | N/A    | Bossier City, Luisiana |                                                                  |
| Derrota       | 3-2      | Klayton Mai              | Sumisión (estrangulamiento por guillotina)         | Legacy FC 32                                         | 20 de junio de 2014      | 2     | 1:24   | Bossier City, Luisiana |                                                                  |
| Victoria      | 3-1      | Roger Reyes              | Sumisión (estrangulamiento por guillotina)         | WFC 17: Battle at the Belle                          | 25 de enero de 2014      | 1     | 1:26   | Baton Rouge, Luisiana  |                                                                  |
| Derrota       | 2-1      | Elias Garcia             | Decisión (mayoritaria)                             | Legacy FC 20                                         | 31 de mayo de 2013       | 3     | 5:00   | Corpus Christi, Texas  |                                                                  |
| Victoria      | 2-0      | Marcus Dupar             | Sumisión (barra de brazo)                          | Legacy FC 15                                         | 16 de noviembre de 2012  | 1     | 1:06   | Houston, Texas         |                                                                  |
| Victoria      | 1-0      | Ryan Hollis              | Decisión (dividida)                                | Legacy FC 14                                         | 14 de septiembre de 2012 | 3     | 5:00   | Houston, Texas         | Debut en el peso mosca.                                          |